# Tunka-Nationalpark
Der Tunka-Nationalpark (russisch Тункинский национальный парк, Tunkinski nazionalny park) ist ein Nationalpark in Sibirien, Russland.

## Geographie
Der Tunka-Nationalpark umfasst den südöstlichen Teil des Ostsajan, den südwestlichen Teil des Chamar-Daban sowie das sich dazwischen erstreckende Tunkabecken südwestlich des Baikalsees.
Den nördlichen und namensgebenden Teil des Nationalparks bildet der Kamm Tunkinskije Golzy (etwa Tunka-Kahlberge; auch Tunkinskije Alpy, Tunka-Alpen), ein sich in west-östlicher Richtung erstreckender Teil des Ost-Sajan, dessen Gipfel auf fast seiner gesamten Länge über 3000 Meter hoch sind. Höchster Gipfel ist der 3284 Meter hohe Pik Strelnikow. Am äußersten westlichen Ende des Nationalparks liegt an der Grenze zwischen Russland und der Mongolei der mit 3492 Metern höchste Berg des Sajan, der Munku Sardyk, zugleich östlichster Gipfel des eigentlichen Sajanhauptkammes.
Im Süden fallen die Tunka-Alpen steil zum Tunkabecken ab. Dieses in West-Ost-Richtung über 150 Kilometer lange und bis zu 40 Kilometer breite Becken stellt die tektonische Fortsetzung der Baikalsenke in westlicher Richtung und ihre Verbindung – allerdings nicht hydrographisch – zum See Chöwsgöl Nuur in der Mongolei dar. Der größere, östliche und ebenere Teil der Senke liegt auf Höhen um 800 m, der stärker gegliederte Westteil auf 1000 bis 1200 m. Das Tunkabecken wird vom Irkut durchflossen, einem linken Zufluss der Angara. Der Irkut verlässt etwa 40 Kilometer westlich des Baikalsees (Sljudjanka) auf etwa 660 m Höhe den Park, was sein tiefstgelegener Punkt ist.
Im Südteil des Parks geht das Tunkabecken weniger steil in die westlichen und südwestlichen Ausläufer des Chamar-Daban über, die vielerorts 2000, maximal etwa 2600 m Höhe erreichen. Dieser Teil des Nationalparks wird hauptsächlich vom Sun-Muren, einem rechten Nebenfluss des Irkut und seinen Zuflüssen entwässert.
Die Gesamtfläche des Tunka-Nationalparks beträgt 1.183.662 Hektar, womit er zu den größten Russlands gehört. 
In administrativer Hinsicht umfasst das Territorium des Parks den gesamten Rajon Tunka im Westen der autonomen Republik Burjatien, das sind 3,7 % der Fläche der Republik. Die Verwaltung des Parks befindet sich im Dorf Kyren, zugleich Verwaltungszentrum des Rajons. Auf dem Territorium des Parks leben gut 23.000 Einwohner (2006), überwiegend entlang der durch das Tunkabecken führenden Straße vom Baikalsee zur mongolischen Grenze.

## Klima
Das Klima des Tunka-Nationalparks ist streng kontinental, mit großen Temperaturschwankungen sowohl im Jahres-, wie auch im Tagesverlauf und relativ geringen Niederschlagsmengen. Die Winter sind kalt mit mittleren Januartemperaturen um −22 °C bis −24 °C in den Senken, −19 °C bis −21 °C in den Bergen und absoluten Minimaltemperaturen um −50 °C. Es überwiegen Hochdruckwetterlagen mit wolkenlosem und windstillen Wetter. Die mittleren Julitemperaturen betragen +17 °C in den Senken und +11 °C bis +14 °C in den Bergen, das absolute Temperaturmaximum +34 °C. Besonders für die zweite Sommerhälfte sind Tiefdruckwetterlagen mit trübem Wetter charakteristisch, während deren der Hauptteil der jährlichen Niederschlagsmengen fällt. Diese betragen in den niedrigeren Lagen nur 300 bis 350 mm, in den Bergen meist etwa 500 bis 600 mm, im Chamar-Daban bis 1000 mm.

## Zielsetzung und Geschichte
Der Tunka-Nationalpark wurde auf Beschluss des Ministerrates der RSFSR vom 27. Mai 1991 eingerichtet. 
Zielsetzung ist der Schutz der verschiedenartigen Ökosysteme des Tunkabeckens und der umgebenden Hochgebirge, von Steppen bis zu Bergtundren, bei gleichzeitiger gesteuerter Entwicklung der wirtschaftlichen, insbesondere touristischen Nutzung des Gebietes.
Auf Grundlage eines 1995 vom Moskauer Wald-Forschungsinstitut Rosgiproles ausgearbeiteten Projektes wurden 23,4 % der Gesamtfläche des Parks als streng geschützte Gebiete verschiedenen Status (Sapowednik, Sakasnik), 55,6 % für Tourismus und Rekreation und 21,0 % für sonstige wirtschaftliche Nutzung ausgewiesen.
Insbesondere der Nordteil des Nationalparkes ist stellenweise touristisch relativ gut erschlossen; heute besuchen etwa 8000 Menschen jährlich den Park. Die Vielzahl von Heil- und Mineralquellen wird bisher hauptsächlich in den Kurorten Arschan unmittelbar am Fuß der Tunka-Alpen und Nilowa Pustyn beim Dorf Turan im westlichen Zentralteil des Tunkabeckens balneologisch genutzt.
Ein grenzüberschreitender Nationalpark zur benachbarten Mongolei ist im Gespräch.

## Fauna
Zu den über 40 im Park nachgewiesenen Säugetieren gehören Wolf (Canis lupus), Braunbär (Ursus arctos), Eurasischer Luchs (Lynx lynx), Vielfraß (Gulo gulo) und verschiedene kleinere Marderarten, wie Altaiwiesel (Mustela altaica) und Steppeniltis (M. eversmannii), Wildschwein (Sus scrofa), Elch (Alces alces), Sibirisches Moschustier (Moscus moschiferus), Sibirisches Reh (Capreolus pygargus), Altai-Maral (Cervus elaphus sibiricus), Schneehase (Lepus timidus), Eurasisches Eichhörnchen (Sciurus vulgaris), Europäisches Gleithörnchen (Pteromys volans), Burunduk (Tamias sibiricus) und Langschwanzziesel (Spermophilus undulatus).
Die Avifauna umfasst über 200 Arten, darunter Auerhuhn (Tetrao urogallus), Steinauerhuhn (T. parvirostris), Birkhuhn (Lyrurus tetrix), Alpenschneehuhn (Lagopus muta) und viele Entenvögel.

## Flora
Der Tunka-Nationalpark umfasst, bedingt durch die verschiedenen Höhenstufen, die Vegetationszonen Bergtundra, alpine Wiesen, Bergtaiga, Taiga und Bergsteppen. Entsprechend vielfältig ist die Flora des Gebietes.
Etwa die Hälfte der Waldfläche ist mit Sibirischer Zirbelkiefer (Pinus sibirica) bewachsen, welche hier die Baumgrenze erreicht. In höheren Lagen wachsen zudem Zwerg-Kiefern (Pinus pumila). Ein Viertel des Waldes wird von Sibirischen Lärchen (Larix sibirica), knapp ein Zehntel von Waldkiefern (Pinus sylvestris) dominiert. In geringem Umfang sind Sibirische Fichte (Picea obovata) und Sibirische Tanne (Abies sibirica) vertreten.
Nur ein gutes Zehntel der Waldfläche ist Laubwald, in welchem Mandschurische Birke (Betula platyphylla, 8,5 % der Gesamtwaldfläche) und Espe (Populus tremula, 1,6 %) dominieren. Dazu kommen geringe Flächen mit einer Art der Balsam-Pappeln (P. suaveolens), Honshu-Weide (Salix miyabeana) und Korb-Weide (S. viminalis).
Als Unterholz überwiegen Sibirischer Sumpfporst (Rhododendron palustre, 31,8 %) und Preiselbeere (Vaccinium vitis-idaea, 22 %), auch Dahurischer Rhododendron (Rhododendron dahuricum) ist verbreitet.
Im Nationalpark sind mindestens zehn der seltenen oder vom Aussterben bedrohten, im Roten Buch der Russischen Föderation verzeichneten Pflanzenarten vertreten, darunter Gelber Frauenschuh (Cypripedium calceolus), Großblütiger Frauenschuh (C. macranthon) und Fritillaria dagana.